# وفاء نشع
وفاء نشع هي لاعبة كرة قدم مغربية سابقة لعبت في خط الوسط للمنتخب المغربي للسيدات.

## مهنة النادي
لعبت لنادي أطلس خنيفرة المغربي ونادي أبو ظبي الإماراتي.

## مهنة دولية
ظهرت في 8 مارس 2008 في مباراة ودية أمام فرنسا خسر في الفريق بنتيجة (6-0).